# Sistema de coordenadas planetarias

(animación SVG) Comparación del período de rotación (acelerado 10 000 veces, valores negativos que indican retrógrado), aplanamiento e inclinación axial de los planetas y la Luna.

Un sistema de coordenadas planetarias es una generalización del sistema de coordenadas geográficas y el sistema de coordenadas geocéntricas para planetas distintos de la Tierra. Se definen sistemas de coordenadas similares para otros cuerpos celestes sólidos, como en las coordenadas selenográficas de la Luna. Los sistemas de coordenadas para casi todos los cuerpos sólidos del Sistema Solar fueron establecidos por Merton E. Davies de Rand Corporation, incluidos Mercurio, Venus, Marte, las cuatro lunas galileanas de Júpiter, y Tritón, la luna más grande de Neptuno.

## Longitud
Los sistemas de longitud de la mayoría de esos cuerpos con superficies rígidas observables han sido definidos por referencias a una característica superficial como un cráter. El polo norte es ese polo de rotación que se encuentra en el lado norte del plano invariable del sistema solar (cerca de la eclíptica). La ubicación del meridiano principal, así como la posición del polo norte del cuerpo en la esfera celeste, pueden variar con el tiempo debido a la precesión del eje de rotación del planeta (o satélite). Si el ángulo de posición del meridiano principal del cuerpo aumenta con el tiempo, el cuerpo tiene una rotación directa (o progresiva); de lo contrario, se dice que la rotación es retrógrada.
A falta de otra información, se supone que el eje de rotación es normal al plano orbital medio; Mercurio y la mayoría de los satélites están en esta categoría. Para muchos de los satélites, se supone que la velocidad de rotación es igual al período orbital medio. En el caso de los planetas gigantes, dado que las características de su superficie cambian constantemente y se mueven a diferentes velocidades, la rotación de sus campos magnéticos se usa como referencia. En el caso del Sol, incluso este criterio falla (porque su magnetosfera es muy compleja y en realidad no gira de manera constante), y en su lugar se utiliza un valor acordado para la rotación de su ecuador.
Para la longitud planetográfica, se utilizan longitudes oeste (es decir, longitudes medidas positivamente hacia el oeste) cuando la rotación es progresiva, y longitudes este (es decir, longitudes medidas positivamente hacia el este) cuando la rotación es retrógrada. En términos más simples, imagine un observador distante que no está en órbita viendo un planeta mientras gira. Suponga también que este observador está dentro del plano del ecuador del planeta. Un punto en el ecuador que pasa directamente frente a este observador más tarde en el tiempo tiene una longitud planetográfica más alta que un punto que lo hizo antes en el tiempo.
Sin embargo, la longitud planetocéntrica siempre se mide positivamente hacia el este, independientemente de la forma en que gire el planeta. Este se define como la dirección contraria a las agujas del reloj alrededor del planeta, visto desde arriba de su polo norte, y el polo norte es el polo que se alinea más estrechamente con el polo norte de la Tierra. Tradicionalmente, las longitudes se han escrito usando "E" o "W" en lugar de "+" o "-" para indicar esta polaridad. Por ejemplo, −91°, 91°O, +269° y 269°E significan lo mismo.
El estándar moderno para los mapas de Marte (desde aproximadamente 2002) es usar coordenadas planetocéntricas. Guiado por los trabajos de astrónomos históricos, Merton E. Davies estableció el meridiano de Marte en el cráter Airy-0. Para Mercurio, el único otro planeta con una superficie sólida visible desde la Tierra, se usa una coordenada termocéntrica: el meridiano principal pasa por el punto del ecuador donde el planeta es más caliente (debido a la rotación y órbita del planeta), el sol retrocede brevemente al mediodía en este punto durante el perihelio, dándole más sol). Por convención, este meridiano se define como exactamente veinte grados de longitud al este de Hun Kal.
Los cuerpos bloqueados por mareas tienen una longitud de referencia natural que pasa por el punto más cercano a su cuerpo principal: 0° el centro del hemisferio primario, 90° el centro del hemisferio delantero, 180° el centro del hemisferio antiprimario, y 270° el centro del hemisferio posterior. Sin embargo, la libración debida a órbitas no circulares o inclinaciones axiales hace que este punto se mueva alrededor de cualquier punto fijo del cuerpo celeste como un analema.

## Latitud
La latitud planetográfica y la latitud planetocéntrica pueden definirse de manera similar. El plano de latitud cero (ecuador) se puede definir como ortogonal al eje medio de rotación (polos de los cuerpos astronómicos). Las superficies de referencia para algunos planetas (como la Tierra y Marte) son elipsoides de revolución cuyo radio ecuatorial es mayor que el radio polar, de modo que son esferoides achatadas.